# Heidrun Friedel-Howe
Heidrun Friedel-Howe (geboren als Heidrun Howe; * 1943) ist eine deutsche Organisationspsychologin.

## Leben
Howe studierte Psychologie (Diplom) und wurde 1979 an der Fakultät für Psychologie und Pädagogik der Ludwig-Maximilians-Universität München mit der Dissertation Entfremdung in der Industriearbeit, Ansatz eines sozialisationstheoretischen Bezugsrahmens der psychischen Vermittlung situativer Entfremdungspotentiale zum Dr. rer. pol. promoviert. Sie war eine Schülerin von Lutz von Rosenstiel. 1986 habilitierte sie sich mit der Arbeit Die Unterrepräsentation von Frauen im Management. Ihr Betreuer war Rainer Marr.
Sie erhielt die venia legendi und wirkte als Privatdozentin an der Universität München. Friedel-Howe wirkte als Mitarbeiterin am von Rainer Marr geleiteten Institut für Personal- und Organisationsforschung der Universität der Bundeswehr München in Neubiberg. 1991 wurde sie zur Professorin für Organisationspsychologie unter besonderer Berücksichtigung des Personalmanagements ernannt.
Zu ihren Forschungsschwerpunkten gehörten Organisationspsychologie, Frauen in der Wirtschaft und soziale Folgen des technischen Wandels. Sie veröffentlichte unter anderem in Zeitschrift für Arbeits- und Organisationspsychologie, Die Betriebswirtschaft und Personalführung.

## Schriften (Auswahl)

### Forschungsberichte und Hochschulschriften
- „Soziale Technik“ – Implikationen für die Humanisierung der Arbeit (= Personalwirtschaftliche Probleme des technischen und sozialen Wandels. Band 1). Hochschule der Bundeswehr München, Neubiberg 1981.
- mit Rainer Marr: Personalwirtschaftliche Implikationen des technischen Wandels – eine Problemskizze (= Personalwirtschaftliche Probleme des technischen und sozialen Wandels. Band 3). Hochschule der Bundeswehr München, Neubiberg 1981.
- Entfremdung in der Industriearbeit, Ansatz eines sozialisationstheoretischen Bezugsrahmens der psychischen Vermittlung situativer Entfremdungspotentiale (= Wirtschaftspsychologische Schriften der Universitäten München und Augsburg. Band 7). Dissertation. Duncker & Humblot, Berlin 1981, ISBN 3-428-04789-3.
- Die Unterrepräsentation von Frauen im Management. Habilitationsschrift. Universität München, 1986.

### Beiträge in Sammelbänden
- Qualifikation durch Arbeitsstrukturierung. In: Rainer Neubauer, Lutz von Rosenstiel (Hrsg.): Handbuch der Angewandten Psychologie. Band 1: Arbeit und Organisation. Verlag Moderne Industrie, Landsberg am Lech 1980, ISBN 3-478-11740-2, S. 443–459.
- mit Rainer Marr: Krisenursachen- und Krisenbewältigungspotentiale von Mitbestimmung und Partizipation. Wolfgang H. Staehle, Edgar Stoll (Hrsg.): Betriebswirtschaftslehre und ökonomische Krise. Kontroverse Beiträge zur betriebswirtschaftlichen Krisenbewältigung. Gabler, Wiesbaden 1984, ISBN 3-409-13037-3, S. 287–306.
- mit Rainer Marr: Perspektiven der Entwicklung einer Differentiellen Personalwirtschaft für den Entscheidungsorientierten Ansatz. In: Werner Kirsch, Arnold Picot (Hrsg.): Die Betriebswirtschaftslehre im Spannungsfeld zwischen Generalisierung und Spezialisierung. Edmund Heinen zum 70. Geburtstag. Gabler, Wiesbaden 1989, ISBN 3-409-13334-8, S. 323–336.
- Zusammenarbeit von weiblichen und männlichen Fach- und Führungskräften. In: Michel Domsch, Erika Regnet (Hrsg.): Weibliche Fach- und Führungskräfte. Wege zur Chancengleichheit (= Universitätsseminar der Wirtschaft: USW-Schriften für Führungskräfte. Band 19). Schäffer, Stuttgart 1990, ISBN 3-8202-0568-3, S. 16–34.
- Arbeitnehmer, weibliche. In: Eduard Gaugler, Wolfgang Weber (Hrsg.): Handwörterbuch des Personalwesens (= Enzyklopädie der Betriebswirtschaftslehre. Band 5). 2. Auflage. Poeschel, Stuttgart 1992, ISBN 3-7910-8031-8, S. 232–234.
- Arbeitszeitflexibilisierung bei Führungstätigkeiten. In: Rainer Marr (Hrsg.): Arbeitszeitmanagement. Grundlagen und Perspektiven der Gestaltung flexibler Arbeitszeitsysteme. 2. Auflage. Erich Schmidt, Berlin 1993, ISBN 3-503-03424-2, S. 414–424.
- Frauen und Führung. Mythen und Fakten. In: Lutz von Rosenstiel, Erika Regnet, Michel Domsch (Hrsg.): Führung von Mitarbeitern. Handbuch für erfolgreiches Personalmanagement (= Universitätsseminar der Wirtschaft: USW-Schriften für Führungskräfte. Band 20). 2. Auflage. Schäffer-Poeschel, Stuttgart 1993, ISBN 3-8202-0872-0, S. 455–467.
- Probleme der Führungspotenzialbeurteilung von Frauen. In: Werner Sarges (Hrsg.): Management-Diagnostik. 2. Auflage. Hogrefe, Göttingen u. a. 1995, ISBN 3-8017-0740-7, S. 885–903.